# JailbreakMe
JailbreakMe là một loạt các jailbreak cho hệ điều hành điện thoại di động iOS Apple có thể tận dụng lỗ hổng trong trình duyệt Safari trên thiết bị, cung cấp một một bước jailbreak ngay lập tức không giống như jailbreaks phổ biến hơn, chẳng hạn như Blackra1n và redsn0w, đòi hỏi phải cắm thiết bị vào máy tính và chạy phần mềm bẻ khóa từ máy tính để bàn. Jailbreak cho phép người dùng cài đặt phần mềm không được Apple chấp thuận trên iPod Touch, iPhone và iPad của họ; JailbreakMe tự động bao gồm Cydia, giao diện quản lý gói đóng vai trò thay thế cho App Store. Cydia cho phép người dùng cài đặt các phần mềm tùy chọn.
Phiên bản đầu tiên của JailbreakMe vào năm 2007 đã hoạt động trên firmware iPhone và iPod Touch 1.1.1, phiên bản thứ hai được phát hành vào tháng 8 năm 2010 cho firmware 4.0.1 trở về trước và phiên bản thứ ba được phát hành vào tháng 7 năm 2011 cho các phiên bản iOS 4.3 đến 4.3.3 (và là bản bẻ khóa đầu tiên cho iPad 2). JailbreakMe 3.0 đã được sử dụng để bẻ khóa ít nhất hai triệu thiết bị.

## Phiên bản

### JailbreakMe 1.0 (iOS 1.1.1)
JailbreakMe, bắt đầu vào năm 2007, ban đầu được sử dụng để bẻ khóa iPhone và iPod Touch chạy phiên bản iOS 1.1.1, sau đó được đặt tên là HĐH iPhone. Sử dụng khai thác TIFF chống lại Safari, cài đặt Installer.app này. Lỗ hổng được sử dụng trong khai thác này đã được Apple vá trong phần firmware 1.1.2.
Công cụ này, còn được gọi là "AppSnapp", được tạo bởi một nhóm chín nhà phát triển.

### JailbreakMe 2.0 (iOS 3.1.2 - 4.0.1)
JailbreakMe 2.0 "Star", được comex phát hành vào ngày 1 tháng 8 năm 2010, khai thác lỗ hổng trong thư viện FreeType được sử dụng trong khi hiển thị các tệp PDF. Đây là bản bẻ khóa công khai đầu tiên dành cho iPhone 4, có thể bẻ khóa iOS 3.1.2 đến 4.0.1 trên các mẫu iPhone, iPod Touch và iPad sau đó. Bản bẻ khóa này đã được kích hoạt bằng cách truy cập trang web jailbreakme.com trên trình duyệt web Safari của thiết bị.
Lỗ hổng được JailbreakMe 2.0 sử dụng đã được Apple vá trong iOS 4.0.2.